# Muhammad Iqbal
Sir Muhammad Iqbal (urdú: علامہ سر محمد اقبال) (Sialkot, 9 de novembre de 1877 – Lahore, 21 d'abril de 1938), conegut com a Allama Iqbal (علامہ اقبال, ‘Erudit Iqbal’), fou un poeta i filòsof persa-urdú, i un polític de l'Índia Britànica, nascut al Panjab (Índia, ara Pakistan) sota domini britànic. La seva poesia és considerada entre les més grans de l'era moderna. La seva visió d'un estat pels musulmans de l'Índia va inspirar la creació del Pakistan. La seva poesia es destaca entre les més importants en els idiomes persa i urdú dels temps moderns.
També és famós per la seva obra en filosofia política i religiosa de l'islam. Se l'acredita amb proposar la idea d'un estat independent per a indis musulmans, que hauria d'inspirar la creació de Pakistan. És comunament referit com Allama Iqbal, on Allama vol dir erudit.
Després d'haver realitzat estudis a Anglaterra i Alemanya, Iqbal es va dedicar a les lleis, però es va dedicar principalment a temes religiosos i filosòfics, escrivint treballs acadèmics sobre política, economia, història, filosofia i religió. És més conegut per la seva obra poètica la qual inclou  Els secrets del jo (Asrar-i-Khudi), pel qual va ser honrat com a cavaller del govern britànic, Els misteris del desinterès (Rumuz-i-Bekhudi), i la crida de la campana (Bang-i-Dara). Iqbal va ser també autor de diversos comentaris polítics, filosòfics i històrics. Se'l reconeix oficialment com el poeta nacional del Pakistan.
Iqbal proposava ferventment el renaixement polític i espiritual de la civilització islàmica al llarg del món, especialment a l'Índia. Iqbal va oferir una sèrie de conferències famoses pel que fa a aquest tema, que van ser publicades sota el títol de La reconstrucció del pensament religiós a l'islam. En ser un dels membres més prominents de la Lliga Musulmana, Iqbal va promoure la creació d'un estat al nord-oest de l'Índia per als indis musulmans en un discurs presidencial el 1930. Iqbal va treballar de prop amb Muhammad Ali Jinnah, considerat el 'pare' de la nació pakistanesa. Muhammad Iqbal ha estat anomenat també Muffakir-i-Pakistan (‘el Pensador del Pakistan’), Shair-i-Mashriq (‘el Poeta de l'Est’), i Hakeem-ul-Ummat (‘el Savi de la Umma’).

## Biografia

### Joventut
Shaij Muhammad Iqbal va néixer a Sialkot, Panjab, a l'actual Pakistan, en aquell moment incorporat a l'Índia, sent el major de cinc germans en el si d'una família caixmir. Es creu que la família d'Iqbal originalment va ser hindú de casta brahmana, no obstant això es van convertir en musulmans després de la conversió a l'islam de Sahaj Ram Sapru, parent d'ells, no obstant això aquesta versió ha estat disputada per alguns acadèmics. El pare de Muhammad Iqbal, Shaij Nur Muhammad, fou un sastre pròsper, conegut per la seva devoció a l'Islam. La família Iqbal va criar als seus fills amb profundes arrels religioses.

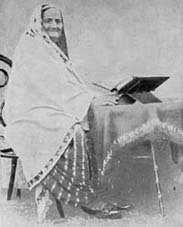
Imam Bibi, mare d'Iqbal, morta el 9 de novembre de 1914. Iqbal va expressar la seva sensació de tristesa en forma poètica després de la seva mort.

Muhammad Iqbal va ser educat inicialment per tutors en idiomes, escriptura, història, poesia i religió. El seu potencial com a poeta i escriptor va ser reconegut per un dels seus tutors, Sayyid Mir Hassán, qui hauria de ser professor d'Iqbal en el Col·legi de la Missió Escocesa (Scotch Mission College), a Sialkot, col·legi on Iqbal hauria de graduar-se en 1892, tenint habilitat en el domini de diversos idiomes, així com de la literatura, tant en prosa com en la poesia. A l'edat de quinze anys la seva família va arreglar el seu matrimoni, com ho dictava el costum, amb Karim Bibi, filla d'un solvent metge gujaratí. La parella va tenir dos fills: La meu'raj Begam, nascuda el 1895, i Aftab, nascut l'any 1899; un tercer fill moriria després del part. No obstant això, el matrimoni no va tenir bona fi, la qual cosa portaria al divorci l'any 1916.
Iqbal va obtenir la seva llicenciatura de la Government College University a Lahore, on estudia filosofia, literatura anglesa i àrab, graduant-se cum laude, i guanyant una medalla d'or per sobresortir en l'examen de filosofia. Iqbal estudia el seu mestratge sota Sir Thomas Walker Arnold, professor acadèmic de filosofia moderna i Islam a la universitat. Arnold li exposa a Iqbal les idees i cultura d'Occident. Iqbal hauria de ser assignat com a lector d'àrab, càrrec de menor categoria al de professor, a l'Oriental College de Lahore. Publica el seu primer llibre en urdú, El coneixement de l'economia (The Knowledge of Economics) l'any 1903. El 1905, Iqbal publica la seva cançó patriòtica Cançó de l'Índia (Tarana-i-Hind).
Encoratjat per Thomas Arnold, Iqbal viatja i passa diversos anys estudiant a Europa. Obté un segon títol de llicenciatura del Trinity College en la Universitat de Cambridge l'any 1907, mentre estudia lleis a Lincoln's Inn, on se certifica com barrister l'any 1908. Iqbal coneix el 1907 a una estudiant musulmana, Atiyah Faizi, amb qui manté una relació propera. A Europa comença a escriure poesia en persa. Al llarg de la seva vida, Iqbal prefereix escriure en persa a causa que ell pensava que per mitjà d'aquest idioma podria expressar conceptes filosòfics plenament i que li donaria una major audiència.

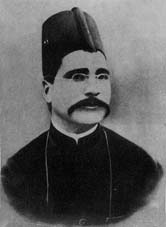
Muhammad Iqbal l'any 1899.

A Anglaterra hi participa per primera vegada en la política. Després de la creació de la Lliga Musulmana l'any 1906, Iqbal va ser triat al comitè executiu de la fracció britànica el 1908. Juntament amb els polítics Sayyid Hassan Bilgrami i Syed Ameer Alí, Iqbal va formar part del subcomité que va dissenyar la constitució de la Lliga Musulmana. L'any 1907, Iqbal viatja a Alemanya per estudiar el doctorat en la facultat de filosofia de la Universitat Ludwig Maximilian de Múnic. Treballant sota la supervisió de Friedrich Hommel, Iqbal publica una tesi titulada El desenvolupament de la metafísica a Pèrsia.

### Carrera literària
Després del seu retorn a l'Índia l'any 1908, Iqbal va aconseguir un lloc com a professor ajudant en el Government College de Lahore, ja que va deixar en un any per dedicar-se a les lleis, a causa de la seva precària situació econòmica. Durant aquest període, la vida personal d'Iqbal va ser de total agitació. Mentre es dedicava a les lleis, Iqbal va començar a concentrar el seu interès en temes espirituals i religiosos, publicant poesia i obres literàries. Va ser membre actiu de l'Associació al Servei de l'Islam (Anjuman-i-Himayat-i-Islam), un congrés d'intel·lectuals musulmans, escriptors i poetes, així com polítics. Iqbal va ser secretari general d'aquesta organització l'any 1919. L'obra d'Iqbal s'enfocaria principalment en la direcció espiritual i en el desenvolupament de la societat, centrada al voltant de les seves experiències recollides al llarg dels seus viatges i la seva estada a Europa Occidental i l'Orient Mitjà. Iqbal va ser influït notablement per filòsofs com Friedrich Nietzsche, Henri Bergson i Johann Wolfgang von Goethe, i hauria de tornar-se un feroç crític de la societat occidental pel que concerneix a la separació de l'estat i la religió, percebent una obsessió amb ideals materialistes.
La poesia i filosofia de Rumi va tenir una profunda influència en el pensament d'Iqbal. Tenint profundes arrels religioses des de la seva infància, Iqbal es va dedicar àrduament a l'estudi de l'Islam, la cultura i història de la civilització islàmica i el seu futur polític, prenent a Rumi com la seva "guia." Iqbal va col·locar a Rumi en el paper de guia en molts dels seus poemes, i la seva obra es va enfocar a recordar-los a les seves lectores de les passades glòries de la civilització islàmica, portant un missatge amb enfocament espiritual pur en l'Islam com una font per a la grandesa i l'emancipació soci-política. Iqbal va denunciar els divisionismes polítics dins i al llarg de les nacions musulmanes; sovint va al·ludir i va parlar en termes d'una comunitat global musulmana, o Ummah.

## Carrera política
Mentre dividia el seu temps entre el dret i la poesia, Iqbal s'havia mantingut actiu dins de la Lliga Musulmana. Va donar suport a la participació de l'Índia en la Primera Guerra Mundial, així com al moviment Khilafat i va mantenir un contacte propers amb líders polítics musulmans com Maulana Mohammad Ali i Muhammad Ali Jinnah. Va ser un crític del Congrés Nacional Indi que ell considerava dominat pels hindús i va lamentar que la Lliga es dividís en faccions entre el grup pro-britànic dirigit per Muhammad Shafi i el grup centrista dirigit per Jinnah durant la dècada de 1920.
El novembre de 1926 Iqbal va competir per un seient a l'Assemblea Legislativa del Panjab representant al districte musulmà de Lahore, sent recolzat per amics i simpatitzants, i va derrotar el seu oponent per un marge de 3.177 vots. Va recolzar les propostes constitucionals presentades per Jinnah amb l'objecte de garantir els drets polítics musulmans i la influència en una coalició amb el Congrés, i va treballar amb l'Aga Khan III i altres líders musulmans per reparar les divisions internes de la Lliga Musulmana i per aconseguir la seva unitat.

### Iqbal, Jinnah i el concepte del Pakistan
Ideològicament separat dels líders del Congrés Musulmà, Iqbal també s'havia desil·lusionat amb els polítics de la Lliga Musulmana, a causa del conflicte entre faccions que va assotar la Lliga en els anys vint. Malgrat els líders de les faccions com Muhammad Shafi i Fazl-ur-Rahman, Iqbal va creure que només Jinnah era un líder polític capaç de preservar la unitat i aconseguir els objectius de la Lliga de potenciació política musulmana. Construint una correspondència forta i personal amb Jinnah, Iqbal va ser una força influent per convèncer a Jinnah que acabés amb el seu exili autoimposat a Londres, tornant a l'Índia i fent-se càrrec de la Lliga. Iqbal va creure fermament que Jinnah era l'únic líder capaç de atraure musulmans indis a la Lliga i mantenir la unitat del partit davant els britànics i el Congrés:
"Sé que sou un home ocupat, però espero que no us importarà que us escrigui sovint, ja que sou l'únic musulmà de l'Índia avui a qui la comunitat té dret a buscar com una guia segura a través de la tempesta que s'apropa al Nord-oest de l'Índia i, potser, a tota l'Índia"
Mentre que Iqbal va adoptar la idea de províncies de majoria musulmana el 1930, Jinnah continuaria mantenint converses amb el Congrés al llarg de la dècada i només va acceptar oficialment l'objectiu del Pakistan el 1940. Alguns historiadors postulen que Jinnah sempre va tenir l'esperança d'un acord amb el Congrés i mai no va desitjar completament la partició de l'Índia. Alguns historiadors especulen que la correspondència d'Iqbal amb Jinnah ha estat responsable de l'adhesió de Jinnah a la idea del Pakistan. Iqbal va aclarir a Jinnah la seva visió d'un estat musulmà separat en una carta enviada el 21 de juny de 1937:
"Una federació separada de províncies musulmanes, reformada segons les línies que he suggerit anteriorment, és l'únic curs pel qual podem garantir una Índia pacífica i salvar els musulmans del domini dels no-musulmans. Per què els musulmans de l'Índia del Nord-oest i Bengala no haurien de ser considerats com a nacions que tinguin dret a l'autodeterminació, igual que altres nacions de l'Índia i de fora de l'Índia."
Iqbal, essent president de la Lliga Musulmana del Panjab, va criticar les accions polítiques de Jinnah, incloent un acord polític amb el líder del Punjabi, Sir Sikandar Hyat Khan, que Iqbal va considerar com a representant de les classes feudals i no es va comprometre amb l'Islam com a filosofia política central. No obstant això, Iqbal va treballar constantment per animar els líders i les masses musulmanes a donar suport a Jinnah i la Lliga. Parlant sobre el futur polític dels musulmans a l'Índia, Iqbal va dir:
"Només hi ha una sortida. Els musulmans haurien de reforçar les mans de Jinnah. Han d'unir-se a la Lliga musulmana. La qüestió índia, com ara es resol, pot ser contrarestada pel nostre front únic contra els hindús i els anglesos. Sense ella, no s'acceptaran les nostres demandes. La gent diu que les nostres demandes toquen el comunalisme. Això és pura propaganda. Aquestes demandes es refereixen a la defensa de la nostra existència nacional ... El front unit es pot formar sota la direcció de la Lliga musulmana. I la Lliga musulmana només pot tenir èxit a causa de Jinnah. Ara, només Jinnah és capaç de liderar els musulmans"

### Reviscolament de la política islàmica
Les sis conferències en anglès d'Iqbal es van publicar a Lahore el 1930, i després a la Oxford University Press el 1934 en un llibre titulat La reconstrucció del pensament religiós a l'islam. Les conferències havien estat lliurades a Madras, Hyderabad i Aligarh. Aquestes conferències tracten sobre el paper de l'islam com a religió, així com sobre una filosofia política i jurídica en l'era moderna. En aquestes conferències, Iqbal rebutja fermament les actituds polítiques i la conducta dels polítics musulmans, a qui considerava moralment desorientats, vinculats al poder i sense cap relació amb les masses musulmanes. Iqbal va expressar temors que no només el secularisme afebliria els fonaments espirituals de l'Islam i la societat musulmana, sinó que la població majoritàriament hindú de l'Índia minoritzés el patrimoni musulmà, la cultura i la influència política. En els seus viatges a Egipte, Afganistan, Iran i Turquia, va promoure idees sobre una major cooperació i unitat polítiques islàmiques, demanant que es diluïren les diferències nacionalistes. També va especular sobre diferents arranjaments polítics per garantir el poder polític musulmà; En un diàleg amb el Dr. B. R. Ambedkar, Iqbal va expressar el seu desig de veure les províncies índies com a unitats autònomes sota el control directe del govern britànic i sense cap govern de l'Índia central. Va preveure províncies musulmanes autònomes a l'Índia. Sota una única unió índia temia per als musulmans, que patirien en molts aspectes, especialment pel que fa a la seva entitat existencialment separada com a musulmans.
Iqbal va ser triat president de la Lliga musulmana el 1930 en la seva sessió a Allahabad a les Províncies Unides, així com per a la sessió a Lahore el 1932. En el seu discurs presidencial el 29 de desembre de 1930 va esbossar una visió d'un estat independent per a les províncies de majoria musulmana del nord-oest de l'Índia:
"M'agradaria que el Panjab, la província de la frontera nord-oest, Sind i Balutxistan s'unissin en un sol estat. L'autogovern dins l'Imperi Britànic, o sense l'Imperi Britànic, la formació d'un estat musulmà consolidat del nord-oest de l'Índia em sembla el destí final dels musulmans, almenys al nord-oest de l'Índia."
En el seu discurs, Iqbal va subratllar que, a diferència del cristianisme, l'islam venia amb "conceptes legals" amb "importància cívica", amb els seus "ideals religiosos" considerats inseparables de l'ordre social:
"per tant, la construcció d'una política en línies nacionals, si significa un desplaçament del principi de solidaritat islàmic, és simplement impensable per a un musulmà".
per tant Iqbal va destacar no només la necessitat de la unitat política de les comunitats musulmanes, sinó la inconveniència de barrejar la població musulmana en una societat més àmplia que no es basa en els principis islàmics.
Així, es va convertir en el primer polític a articular el que es coneixeria com a teoria de les dues nacions: els musulmans són una nació diferent i, per tant, mereixen la independència política d'altres regions i comunitats de l'Índia. Tot i que va rebutjar el secularisme i el nacionalisme, no clarificaria ni especificaria si el seu estat islàmic ideal interpretaria una teocràcia i criticava les "actituds intel·lectuals" dels erudits islàmics (Ulemes) que havien "reduït la llei de l'islam pràcticament a l'estat d'immobilitat".
L'última part de la vida d'Iqbal es va concentrar en l'activitat política. Va viatjar per Europa i Àsia Occidental per obtenir el suport polític i financer de la Lliga, va reiterar les idees del seu discurs de 1932 i, durant la tercera conferència de taules rodones, es va oposar al Congrés i propostes de transferència de poder sense una considerable autonomia o independència de les províncies musulmanes. Seria president de la Lliga Musulmana del Panjab i lliuraria discursos i publicaria articles en un intent de reunir musulmans a tota l'Índia com a única entitat política. Iqbal va criticar constantment les classes feudals al Panjab i els polítics musulmans contraris a la Lliga. Moltes notícies desapercebudes de la frustració d'Iqbal cap al lideratge del Congrés també van ser fonamentals per proporcionar una visió de la teoria de les dues nacions.

### Patró de la revista Tolu-e-Islam
Iqbal va ser el primer patró de Tolu-e-Islam, una revista històrica, política, religiosa i cultural dels musulmans de l'Índia britànica. El 1935, segons les seves instruccions, Syed Nazeer Niazi va iniciar i va editar la revista batejada amb el nom del famós poema d'Iqbal, Tulu'i Islam. Niazi també va dedicar la primera edició d'aquesta revista a Iqbal. Durant molt de temps, Iqbal volia una revista per difondre les seves idees, aspiracions i objectius de la Lliga Musulmana de l'Índia colonial (en sentit ampli). La revista va tenir un paper important en el moviment pakistanès.
Posteriorment, es va continuar l'edició de la revista dirigida per Ghulam Ahmed Pervez, que ja havia aportat molts articles a les primeres edicions.

## Obra

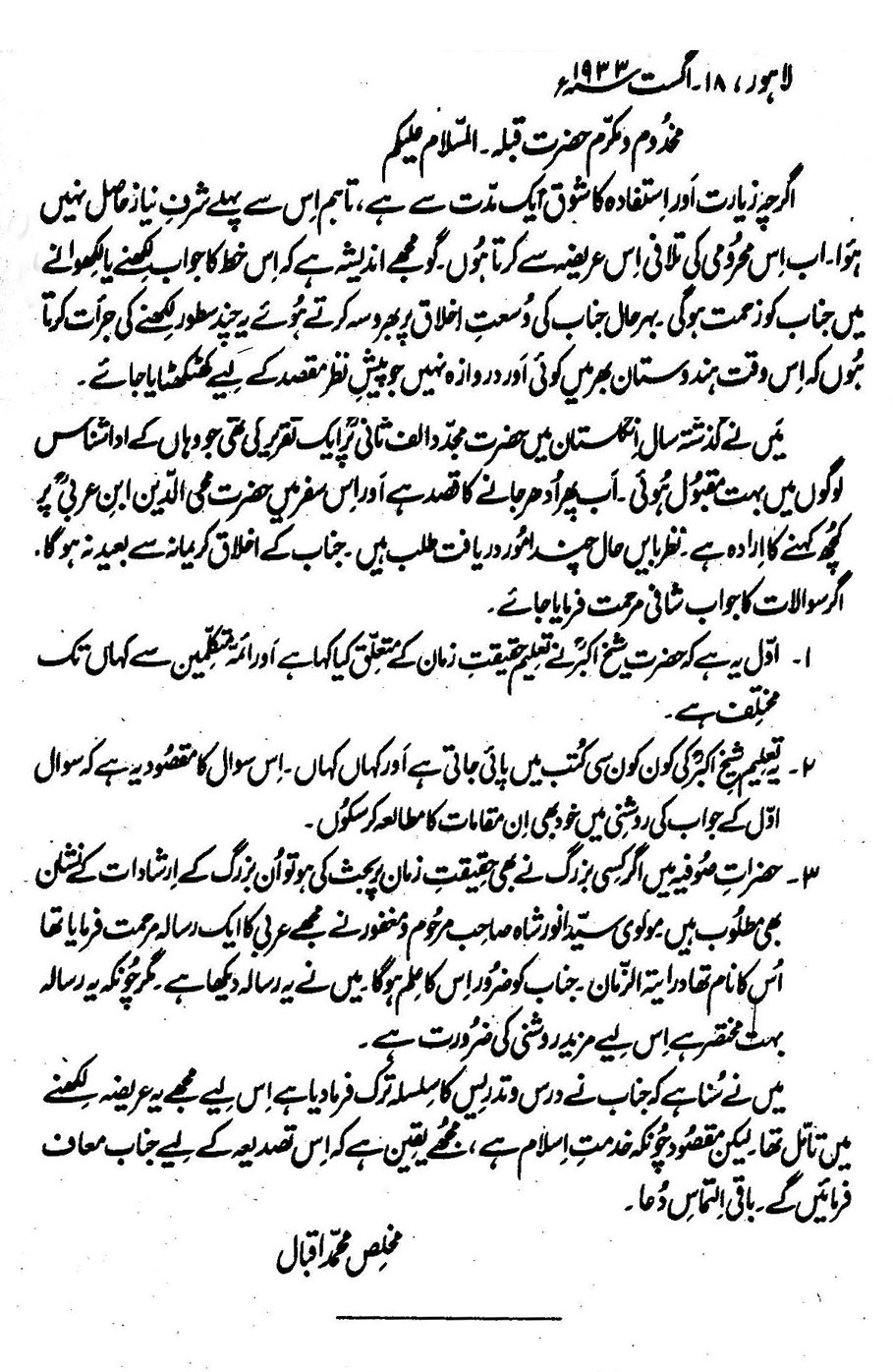
Còpia impresa d'una carta escrita en Urdu per Muhammad Iqbal a Meher Ali Shah demanant informació sobre el "Ibn Arabi" (concepte d'espaitemps).

### En persa
Les obres poètiques d'Iqbal estan escrites principalment en Persa en lloc d'Urdu. Entre els seus 12.000 versos de poesia, al voltant de 7.000 versos estan en persa.
L'any 1915, va publicar la seva primera col·lecció de poesia, la "Asrar-i-Khudi" en persa. Els poemes posen l'accent en l'esperit i el jo des d'una perspectiva religiosa i espiritual. Molts crítics han anomenat aquesta obra com la millor obra poètica d'Iqbal
En el seu "Rumuz-i-Bekhudi", Iqbal intenta demostrar que la forma de vida islàmica és el millor codi de conducta per a la viabilitat d'una nació. Una persona ha de mantenir les seves característiques individuals intactes, però una vegada aconseguit, ha de sacrificar les seves ambicions personals per a les necessitats de la nació. L'home no pot realitzar el "jo" fora de la societat. També en persa i publicat el 1917, aquest grup de poemes té com a temes principals la comunitat ideal, els principis ètics i socials islàmics, i la relació entre l'individu i la societat. Tot i que és veritable a l'Islam, Iqbal també reconeix els aspectes anàlegs positius d'altres religions.
Iqbal va publicar l'any 1924, el "Payam-e-Mashriq" ("El missatge de l'Orient"). L'obra està estretament relacionada amb el "West-östlicher Diwan" del poeta alemany Goethe. Goethe lamenta que Occident s'hagi convertit en una visió massa materialista i espera que l'Orient aporti un missatge d'esperança per ressuscitar valors espirituals. Iqbal estima el seu treball com a recordatori d'Occident sobre la importància de la moral, la religió i la civilització, subratllant la necessitat de conrear el sentiment, l'ardor i el dinamisme. Explica que un individu no pot aspirar a dimensions més altes si no aprèn de la naturalesa de l'espiritualitat.
"Zabur-e-Ajam" fou publicat el 1927, i inclou els poemes Gulshan-e-Raz-e-Jadeed i " Bandagi Nama". A Gulshan-e-Raz-e-Jadeed, Iqbal fa preguntes per primer cop, després les contesta amb l'ajut d'una visió antiga i moderna alhora, mostrant com afecta i concerneix el món de l'acció.
Per altra banda, "Bandagi Nama" denuncia l'esclavitud intentant explicar l'esperit de les arts plàstiques de les societats esclavitzades. Com en altres llibres, Iqbal insisteix a recordar el passat, fer-ho bé en el present i preparar-se per al futur, tot fent èmfasi en l'amor, l'entusiasme i l'energia per complir la vida ideal.
El treball d'Iqbal de l'any 1932, el "Javed Nama" es denomina així perquè va dirigit al seu fill, que apareix en els poemes. Segueix els exemples de les obres d 'Ibn Arabi i de [Dante Alighieri|Dante]' a La Divina Comèdia, a través de representacions místiques i exagerades al mateix temps. Iqbal es mostra a si mateix com "Zinda Rud" ("Un rierol ple de vida") guiat per Rumi, "el mestre", a través de diversos cels i esferes i té l'honor d'apropar-se a la divinitat i entrar en contacte amb el diví amb il·luminacions. En un pas que torna a viure un període històric, Iqbal condemna els musulmans que van ser decisius a la derrota i la mort de Nawab Siraj ud-Daulah de Bengala i de Tipu Sultan de Mysore, respectivament, traçant-los en benefici dels colons britànics de la Companyia de les Índies Orientals i lliurant així el seu país als grillons de l'esclavitud. Al final, dirigint-se al seu fill Javid, parla amb els joves en general i proporciona orientació a la "nova generació".

### En urdú
La col·lecció de poesia en urdú és disponible dins quatre llibres.
| Llibre          | Publicació |
| --------------- | ---------- |
| Bang E Dara     | 1924       |
| Baal E Jibrael  | 1935       |
| Zarb E Kaleem   | 1936       |
| Armagah E Hijaz | 1938       |

### Poesia patriòtica
- Himalaya
- Naya Shivala
- Tarana E Milli
- Tarana E Hindi

### En anglès
Iqbal va escriure dos llibres en anglès The Development of Metaphysics in Persia i The Reconstruction of Religious Thought in Islam i moltes cartes en la llengua anglesa. Dins aquests, va revelar els seus pensaments pel que fa a l'ideologia persa i el sufisme islàmic. Parla també de Déu i el significat d'oració, l'esperit humà i la cultura musulmana, així com de caràcter polític, problemes socials i religiosos.

## Equipaments i infraestructures homònims

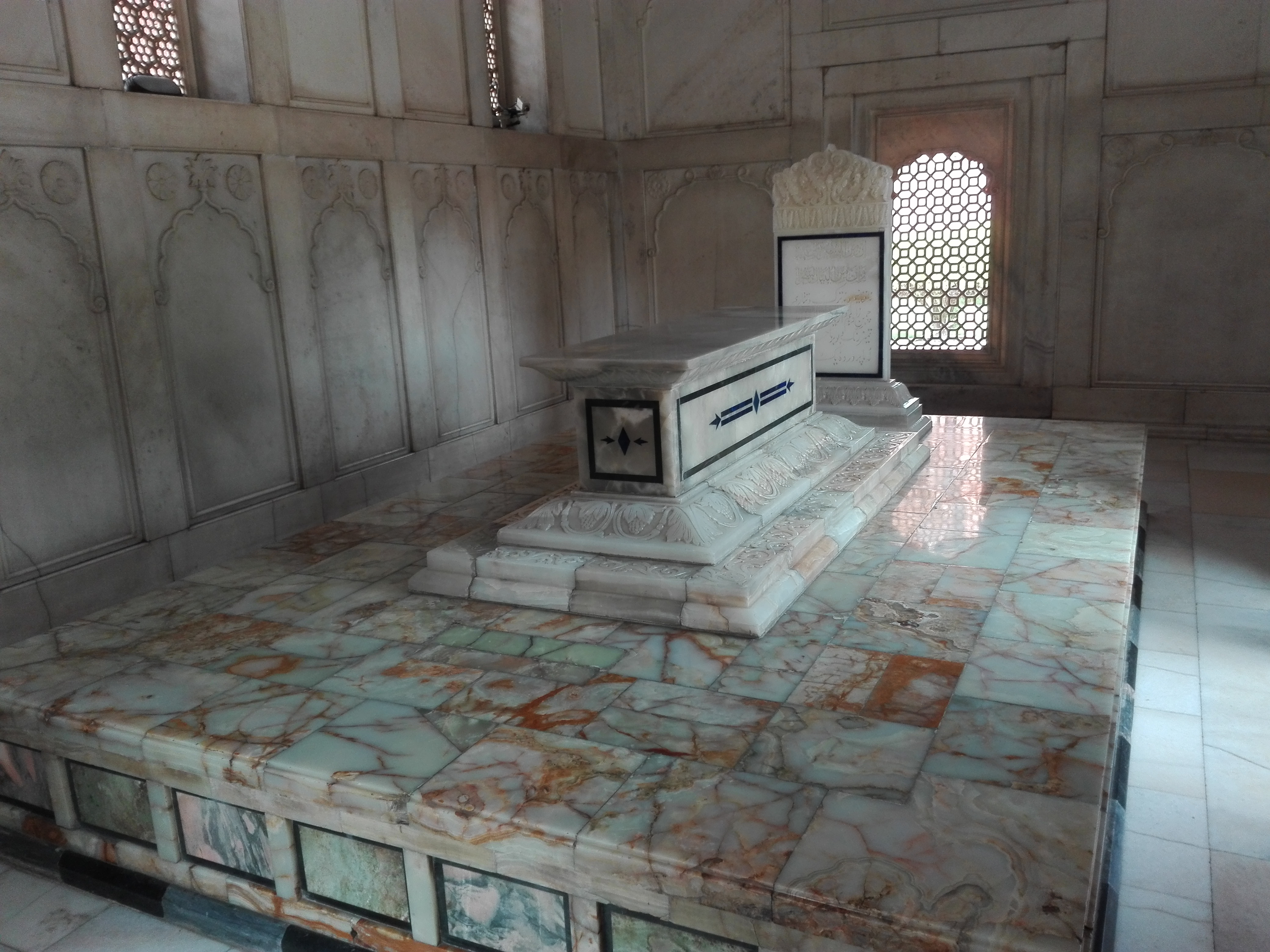
Tomba d'Iqbal dins del Mausoleu i del Parc Iqbal

Aeroport internacional Allama Iqbal, Lahore
Gran Parc Iqbal, Lahore (Conté la tomba del personatge)
Acadèmia Iqbal del Pakistan (Urdu:اقبال اکادمی پاکستان), gestionada pel Govern Federal i dedicada a l'estudi del personatge.

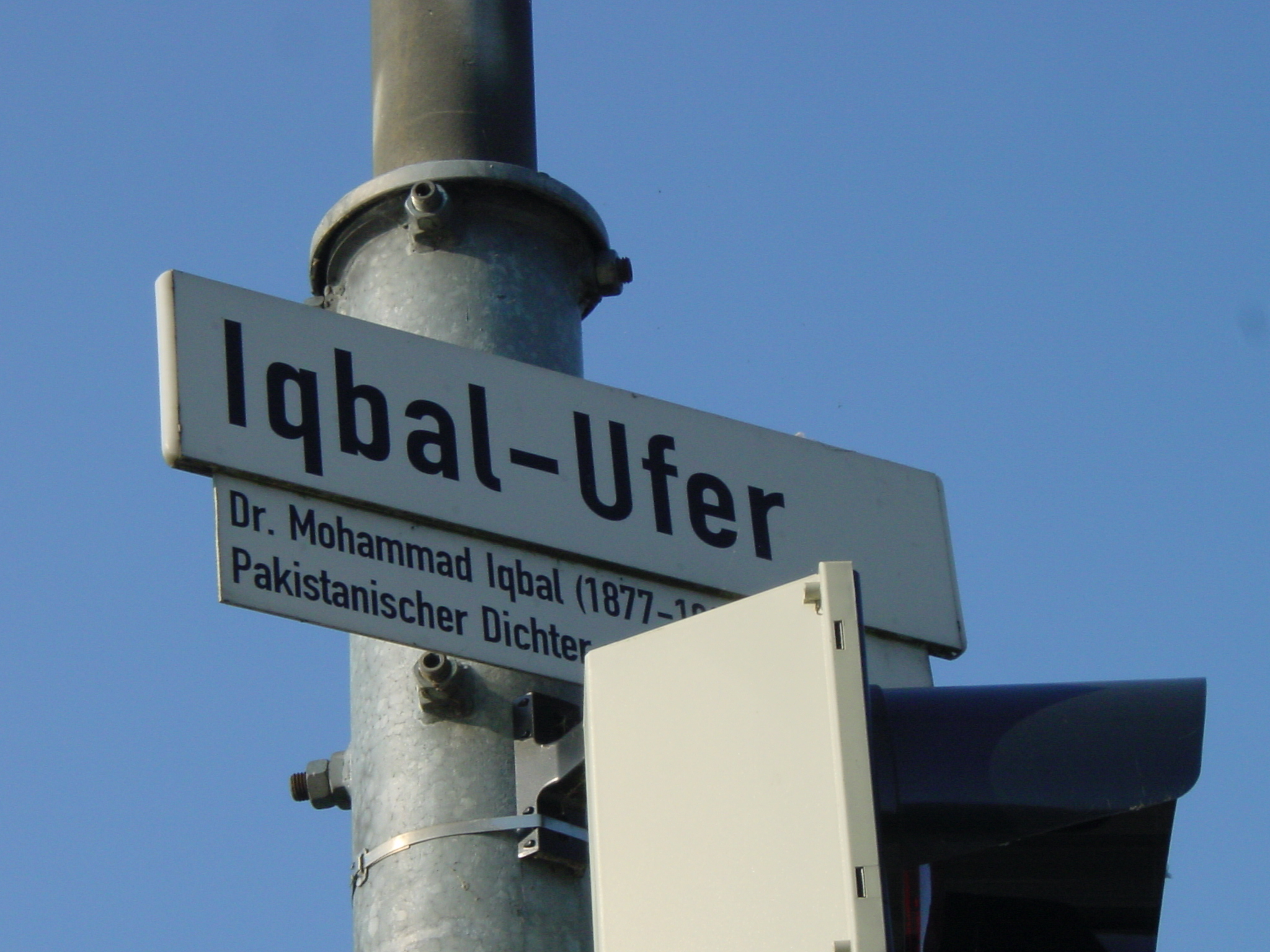
Cartell d'un carrer d'Heidelberg (Baden-Württemberg, Alemanya)

Carrer Muhammad Iqbal en una ciutat d'Alemanya